# Copa de Holanda de Ciclismo 2019
La 2.ª edición de la Copa de Holanda de Ciclismo de 2019 es una serie de carreras de ciclismo en ruta que se realiza en Holanda. Comenzó el 10 de marzo con la Dorpenomloop Rucphen y finalizará el 16 de junio con la Midden Brabant-Poort Omloop.
Forman parte de la clasificación todos los ciclistas profesionales de Holanda que forman parte del UCI WorldTeam, UCI ProTeam y Continental estableciendo un sistema de puntuación en función de la posición conseguida en cada clásica y a partir de ahí se crea la clasificación.
La Copa consta de 4 carreras holandesas de un día en las categorías 1.2 del UCI Europe Tour 2019, excepto las que declinan estar en esta competición.

## Sistema de puntos
En cada carrera, los primeros 30 corredores ganan puntos y el corredor con la mayor cantidad de puntos en general es considerado el ganador de la Copa de Holanda. Se llevan a cabo clasificaciones separadas para los mejores jóvenes (sub-23) y el mejor equipo.

### Clasificación individual
| Posición | 1   | 2  | 3  | 4  | 5  | 6  | 7  | 8  | 9  | 10 | 11 | 12 | 13 | 14 | 15 | 16 | 17 | 18 | 19 | 20 |
| Puntos   | 100 | 80 | 70 | 60 | 50 | 40 | 36 | 32 | 30 | 28 | 26 | 24 | 22 | 20 | 18 | 16 | 14 | 13 | 12 | 11 |

### Clasificación de los jóvenes
| Posición | 1   | 2  | 3  | 4  | 5  | 6  | 7  | 8  | 9  | 10 |
| Puntos   | 100 | 80 | 70 | 60 | 50 | 40 | 36 | 32 | 30 | 28 |

### Clasificación por equipos
| Posición | 1  | 2  | 3  | 4  | 5  | 6  | 7  | 8  | 9  | 10 |
| Puntos   | 30 | 28 | 26 | 24 | 22 | 20 | 19 | 18 | 17 | 16 |

## Carreras puntuables
| Clasificación | Clasificación | Clasificación               | Clasificación                              | Clasificación                              | Clasificación                              | Clasificación                              |
| Pos.          | Fecha         | Carrera                     | Ganador                                    | Equipo                                     | Líder de la clasificación individual       | Líder de la clasificación por equipos      |
| ------------- | ------------- | --------------------------- | ------------------------------------------ | ------------------------------------------ | ------------------------------------------ | ------------------------------------------ |
| 1.º           | 10 de marzo   | Dorpenomloop Rucphen        | Anulada por las condiciones meteorológicas | Anulada por las condiciones meteorológicas | Anulada por las condiciones meteorológicas | Anulada por las condiciones meteorológicas |
| 2.º           | 20 de abril   | Memorial Arno Wallaard      | Alexander Richardson                       | Canyon dhb p/b Bloor Homes                 | Alex Richardson                            | Canyon dhb p/b Bloor Homes                 |
| 3.º           | 4 de mayo     | Tour de Overijssel          | Nils Eekhoff                               | Development Sunweb                         | Alex Richardson                            | Canyon dhb p/b Bloor Homes                 |
| 4.º           | 16 de junio   | Midden Brabant-Poort Omloop | Arvid de Kleijn                            | Metec-TKH Continental p/b Mantel           | Alex Richardson                            | Canyon dhb p/b Bloor Homes                 |

## Clasificaciones Finales
Clasificaciones finales hasta la última carrera 

### Individual
| Posición | Ciclista             | Equipo                     | Puntos |
| -------- | -------------------- | -------------------------- | ------ |
| 1.º      | Alexander Richardson | Canyon dhb p/b Bloor Homes | 156    |
| 2.º      | Piotr Havik          | BEAT Cycling Club          | 120    |
| 3.º      | Nils Eekhoff         | Development Team Sunweb    | 100    |
| 4.º      | Arvid de Kleijn      | Metec-TKH-Mantel           | 100    |
| 5.º      | Alexander Krieger    | Leopard Pro Cycling        | 94     |